# Pseudaphycus angelicus
Pseudaphycus angelicus är en stekelart som först beskrevs av Howard 1898.  Pseudaphycus angelicus ingår i släktet Pseudaphycus och familjen sköldlussteklar. Inga underarter finns listade i Catalogue of Life.